# Pantanal
Pantanal (od pt. pântano što znači "močvara") je najveće tropsko vlažno područje na svijetu, smješteno na tromeđi Brazila (62%), Bolivije (20%) i Paragvaja (18%). Ova golema aluvijalna dolina se prostire unutar brazilske države Mato Grosso do Sul, a zauzima površinu između 140.000 do 195.000 km². Naime, svake godine mijenja se njegova veličina jer 80% pantanala bude potopljeno tijekom kišne sezone. U Pantanalu postoji nekoliko podregionalnih ekosustava, svaki sa svojim različitim hidrološkim, geološkim i ekološkim odlikama: riječni tokovi, šumske galerije, vlažna tla i jezera, sezonski poplavljeni travnjaci i kopnene šume.
Zbog toga su četiri združena zaštićena područja, ukupne površine 18.782 km² (1,3% brazilskog pantanala), upisana na UNESCO-ov popis mjesta svjetske baštine u Amerikama 2000. godine kao "najveći svjetski slatkovodni ekosustav koji buja raznovršnošću živog svijeta.

## Odlike
Pantanal je okružen planinskim gorjem i dolinama, te je relativno ravan s malim razlikama u visinama (od 80–150 m nadmorske visine) od sjevera prema istoku i istoka prema zapadu. U Pantanalu su gornji tokovi najvažnijih rijeka ovog područja, Cuiabá i Paragvaj, koje svojim redovitim poplavama prekrivaju stotine četvornih kilometara područja prije otjecanja nizvodno preko Paragvaja prema Atlantiku. Pored složene mreže nadzemnih voda tu se nalazi i podjednako kompleksna mreža podzemnih voda. Ove poplave njeguju izvanrednu bioraznolikost živog svijeta.
Vegetacija je u rasponu od suhih savana (cerrado) središnjeg Brazila do polulistopadnih šuma na jugoistoku patanala, te uz veličanstven broj sezonskih biljaka kao što su mnogobrojne vodene biljke.
Pantanal je dom mnogobrojnih životinjskih vrsta: 650 vrsta ptica, 400 vrsta riba, 480 vrsta reptila i 80 vrsta sisavaca (kao što su ugrožene vrste: jaguar, močvarni jelen (Blastocerus dichotomus), divovski mravojed (Myrmecophaga tridactyla) i divovska vidra. Ovo područje je najvažnije gnijezdilište mnogih močvarnih ptica kao što su žabiru, čaplja, ibis i patka, koje ga obitavaju u nepreglednim jatima. Papige su također jako zastupljene s oko 26 vrsta, poput najveće papige (Hijacintna ara) koje ima oko 3.000 primjeraka. Uništavanjem prirodnog okoliša i izlovom papiga kako bi bile kućni ljubimci ova vrsta je postala kritično ugrožena vrsta.
Danas je pantanal gotovo 99% u privatnom vlasništvu, poglavito fazende (stočarski rančevi; njih oko 2.500), i u njemu nema niti jednog grada. U šest rezervata obitava oko 1.000 pripadnika, nekad jako raširenog i uspješnog naroda Boróro.
- Pantanal
- Most u pantanalu
- Hijacintna ara u Pantanalu
- Žabiru mycteria
- Hotel SESC Porto Cercado

## Vanjske poveznice
- Pantanal  Arhivirana inačica izvorne stranice od 8. srpnja 2017. (Wayback Machine)